# Dorina Cătineanu
 Dorina Cătineanu, romunska atletinja, * 20. januar 1950.
Ni nastopila na poletnih olimpijskih igrah. Na evropskih dvoranskih prvenstvih je dosegla uspeh kariere z osvojitvijo naslova prvakinje v skoku v daljino leta 1975.